# Neuroticfish

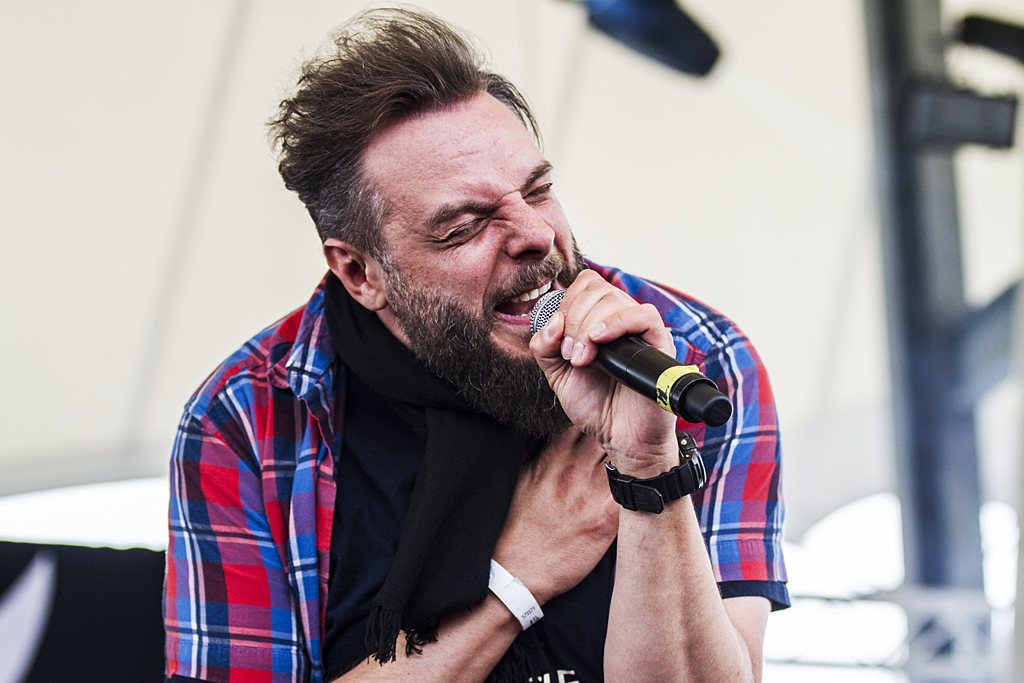
Neuroticfish op het Blackfieldfestival 2013

Neuroticfish is een Duitse Futurepop project van Sascha Mario Klein.

## Discografie
- No Instruments, 1999, CD
- M.F.A.P.L., 2000, CDS
- Velocity N1, 2000, CDS
- No Instruments (Special Edition), 2000, CD
- WakeMeUp, 2001, CDEP
- Sushi, 2001, CDEP
- Prostitute, 2002, CDS
- Les Chansons Neurotiques, 2002, CD
- Surimi, 2003, CD
- Need / It's Not Me, 2003, CDEP
- Bomb, 2004, CDEP
- Gelb, 2005, CD
- A Greater Good - Neuroticfish 1998 - 2008, 2008, CD